# Туркул
Ту́ркул — вершина гірського масиву Чорногора (Українські Карпати), знаходиться на межі Івано-Франківської та Закарпатської областей.
Висота гори — 1933 м. Розташована між вершинами Данцер (1850 м) на півночі та Ребра (2001 м) на південному сході. Вершина трикутна, ускладнена зі сходу східцеподібними виступами. У верхній частині схилів з півдня і південного сходу — брилові розсипища, зі сходу — слабовиражені форми вивітрювання гірських порід. Рослинність трав'яна, нижче криволісся з ялівцю сибірського і гірської сосни. Зі сходу і півночі — льодовикові кари, зокрема урочище Кізли та озеро Несамовите. На південних схилах гори лежить урочище Туркульська Полонина. Туркул — популярний об'єкт гірського туризму.
Найближчі населені пункти: с. Говерла (Закарпатська область) і с. Бистрець (Івано-Франківська область).

## Туристичні стежки
- — по зеленому маркеру з с. Бистрець через руїни туристичного притулку, що на пол. Маришевська і г. Шпиці до стовпця « Під Ребрами (1930 м)», далі  — по червоному маркеру. Час ходьби по маршруту 7 г, ↓ 6 г.
- — по жовтому маркеру з НСБ "Заросляк" (найкраще добратись з с. Ворохта) до оз.Несамовите, далі  — по червоному маркеру . Час ходьби по маршруту 4,5 г, ↓ 3,5 г.
- — по червоному маркеру з г. Данциж. Час ходьби по маршруту ~ 1 г, ↓ ~ 1 г.
- — по синьому маркеру з с. Говерла через КПП Карпатський БЗ і пол. Туркулська, далі  — по червоному маркеру. Час ходьби по маршруту ~ 5 г, ↓ ~ 4 г.

## Галерея

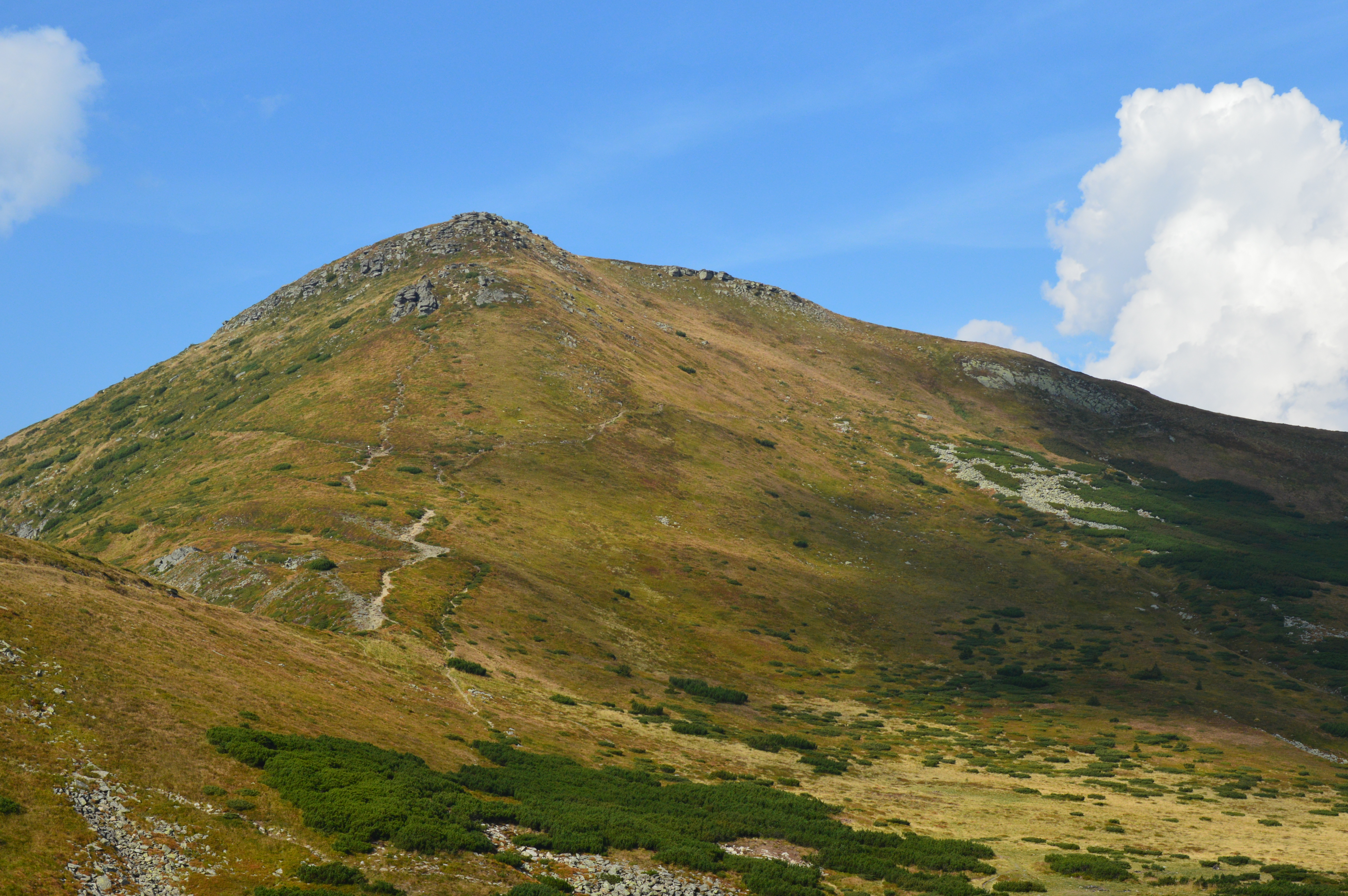
Вид на гору з південно-східної сторони
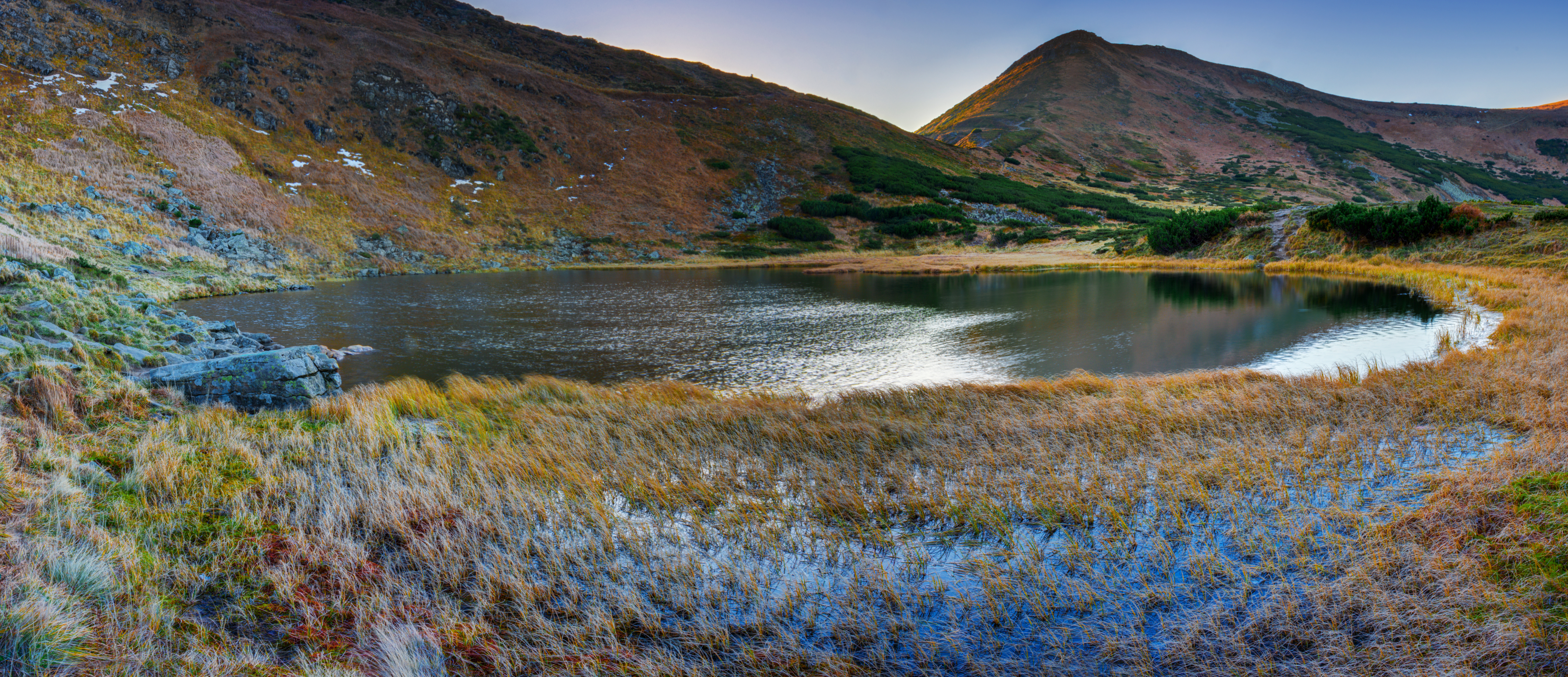
Вид на гору Туркул (справа) з озера Несамовите
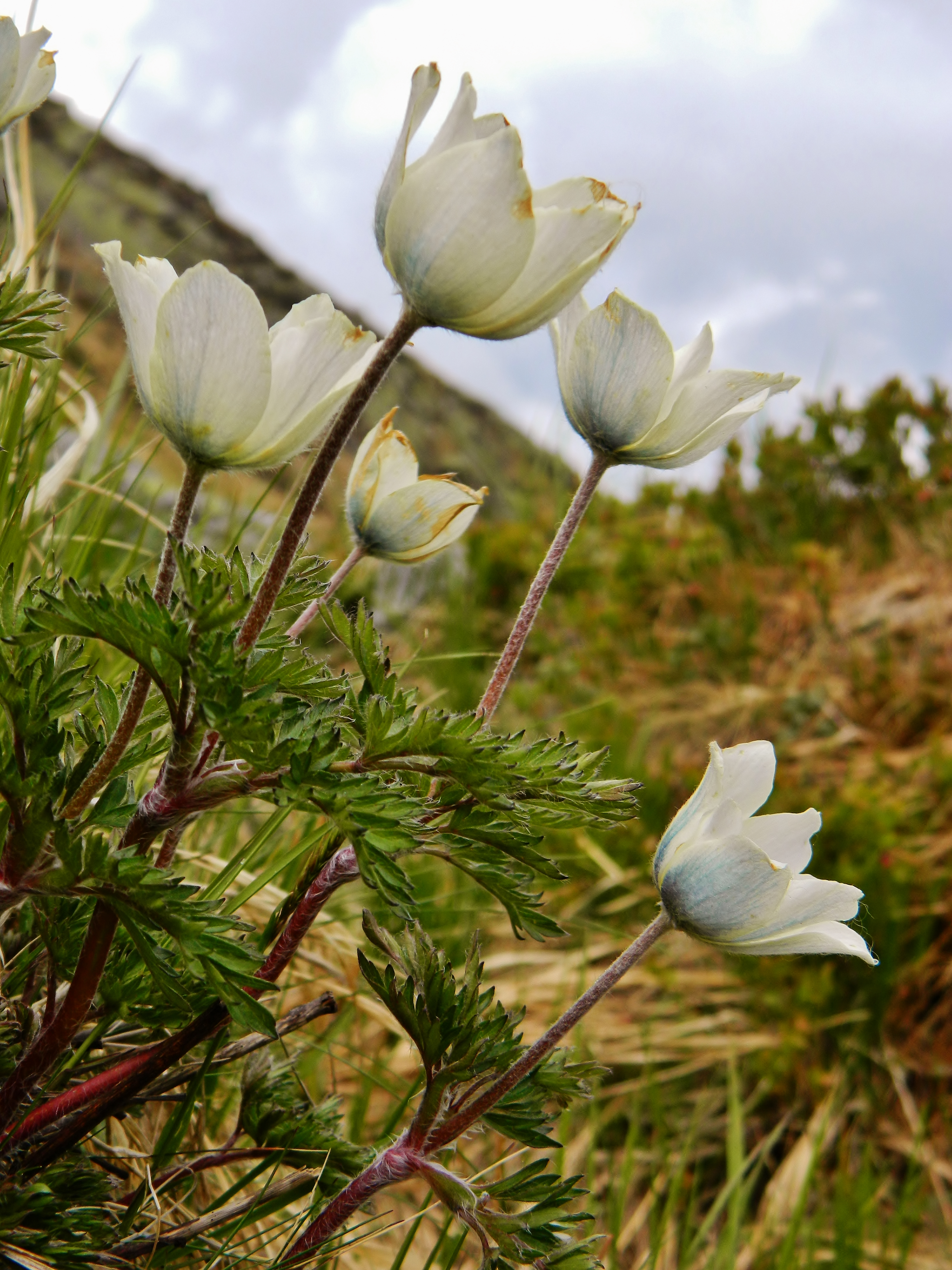
Червонокнижний Сон білий цвіте на схилах Туркула
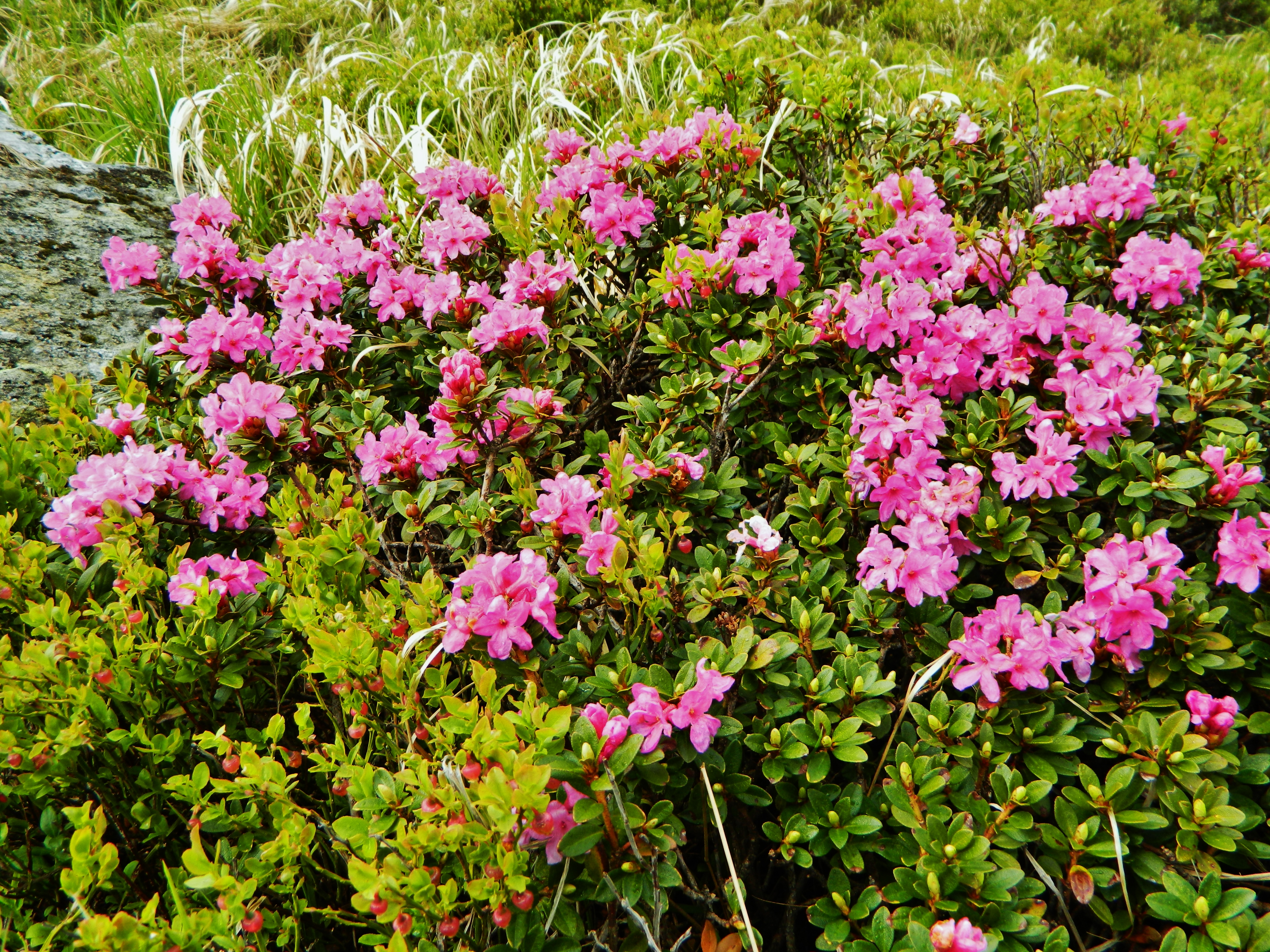
Рододендрон карпатський на схилах Туркула